# Грб Судана
Грб Судана је званични хералдички симбол афричке државе Републике Судан. Грб је усвојен 1969. године.

## Опис
Главни мотив на грбу је птица секретар, која крилима придржава штит из времена Мухамеда Ахмеда, самозваног Махдија који је неко време владао Суданом у 19. веку. На грбу се налазе две траке. На горњој је исписано државно гесло „Победа је наша“ („Ан-наср лана”), а на доњој пуно име државе, „Република Судан“ („Џумхуријат ас-Судан“).
Грб се налази на печату председника државе, као и на председничкој застави.
Птица секретар је одабрана за симбол као аутохтона врста, која уједно подсећа на Саладиновог орла и сокола Куреша, који се налазе на грбовима неких арапских држава и симбол су арапског национализма.

## Историјски грб
Бивши грб коришћен је од стицања независности Судана 1956, па до 1970. године. Главни мотив на грбу био је носорог окружен двама палминим стаблима и маслиновим гранчицама. На траци је било исписано пуно име државе, „Република Судан“ („Џумхуријат ас-Судан“).